# Johann Georg Kannhäuser
Johann Georg Kannhäuser (* 1671; † 22. September 1740 in Erlangen) war ein deutscher Baumeister, Architekt und Stuckateur in Frauenaurach und Christian Erlang. Seine Bauwerke errichtete er im Stile des Barock.
In Erlangen wurde 1972 der Kannhäuserweg im Stadtteil Frauenaurach nach ihm benannt.

## Werke (Auswahl)
- Neubau des Rathauses in Neustadt an der Aisch (1711–1715)
- Barockisierung der katholischen Pfarrkirche St. Gertraud, Wachenroth (1712–1723)
- Barockisierung der evangelischen Pfarrkirche St. Matthäus, Erlangen-Frauenaurach (1717)
- Fertigstellung der Altstädter Pfarrkirche am Martin-Luther-Platz, Erlangen (1721, gemeinsam mit Wenzel Perner)
  - Stuckdecke der Altstädter Kirche (Dreifaltigkeitskirche), Erlangen
- Evangelisch-lutherisches Gemeindehaus (ehemals Deutsch-reformierte Kirche) am Bohlenplatz, Erlangen (1728–1734, gemeinsam mit Peter Franz Navelot)
- Wingolf-Haus an der Friedrichstraße, Erlangen (1728)
- Barockisierung der katholischen Pfarrkirche St. Georg in Höchstadt an der Aisch (1728–1730)
- Neubau des Turmes der evangelisch-reformierten Pfarrkirche (Hugenottenkirche) in Erlangen (1732–1736, gemeinsam mit Peter Franz Navelot)